# Xylotrechus oculicollis
Xylotrechus oculicollis là một loài bọ cánh cứng trong họ Cerambycidae.